# Anna und Bernhard Blume
Anna und Bernhard Blume bezeichnet das Künstlerpaar Anna Blume (geb. Helming; * 21. April 1936 in Bork/Westfalen; † 18. Juni 2020 in Köln) und Bernhard Johannes Blume (* 8. September 1937 in Dortmund; † 1. September 2011 in Köln). Das Ehepaar ist vor allem bekannt für seine künstlerischen Fotografien: In Serien großformatiger Fotos in Schwarz-Weiß zeigen die beiden inszenierte Geschichten, in denen sie selbst auftreten. Ihre Werke sind über Deutschland hinaus bekannt und in Museen zeitgenössischer Kunst ausgestellt.

## Leben
Anna Helming und Bernhard Blume lernten sich als Studenten an der Staatlichen Kunstakademie Düsseldorf kennen, wo beide von 1960 bis 1965 studierten. Bernhard Blume studierte außerdem von 1967 bis 1970 Philosophie an der Universität Köln. 1967 wurden die Zwillinge Hedwig und Anna († 2008) geboren. Das Künstlerpaar lebte und arbeitete gemeinsam in Köln.
Anna Blume (sen.) war bis 1985 als Werk- und Kunstlehrerin an einem Kölner Gymnasium tätig; Bernhard Blume zur selben Zeit als Kunst- und Philosophielehrer.
1984 nahm Bernhard Blume an der Gruppenausstellung Von hier aus – Zwei Monate neue deutsche Kunst in Düsseldorf teil. Ab 1987 arbeitete er als Professor für Freie Kunst und Visuelle Kommunikation an der Hochschule für bildende Künste Hamburg.
Bernhard Blume starb 2011 wenige Tage vor seinem 74. Geburtstag, Anna Blume 2020 im Alter von 84 Jahren. Die Familiengrabstätte befindet sich auf dem alten Ehrenfelder Teil des Kölner Melaten-Friedhofs.

## Werk
Das Künstlerpaar erstellte Installationen, großformatige Fotografien und insbesondere in den 1990er Jahren Polaroids.
In den letzten Jahren verlagerte sich der Schwerpunkt von Inszenierungen und Aktionen mehr auf die Fotografie, der aber oft zeitliche Abläufe zugrunde liegen – selten gibt es Werke als Einzelbilder. Mit ihren Fotografien, meistens großformatigen Serien in Schwarz-Weiß, bildet das Ehepaar Blume nicht die Wirklichkeit ab, sondern versucht mit inszenierter Fotografie, tägliche Erfahrungen aus dem kleinbürgerlichen Milieu bildhaft zu verdichten, oft auch in ironischer Weise.
Beispielsweise war die Serie „Vasen-Extasen“, in der eine Blumenvase in der Wohnung ein surreal-mystisches und feindliches Eigenleben gegen die Bewohner entwickelt, im Museum für Moderne Kunst in Frankfurt ausgestellt und gehört zum Bestand dieses Museums, neben anderen Werken der Künstler, wie „Im Wald“, wo Bäume ein unheimliches Eigenleben entwickeln. Solche Serien ironisieren Gewohnheiten und Rituale und stellen die vermeintliche Sicherheit der kleinbürgerlichen Lebenswelt durch Chaotisierung in inszenierten Zusammenbruchs-Geschichten in Frage.
Viele ihrer Arbeiten sind in ihrer Heimatstadt Köln im Museum Ludwig zu sehen.

## Werke (Auswahl)
- 1977: Ödipale Komplikationen? (Großbildserie)
- 1984: Wahnzimmer (Serie)
- 1985: Küchenkoller (Serie)
- 1985/86: Trautes Heim (Serie)
- 1986: Vasenekstasen (Serie; im II. Quartal 2006 im MMK Frankfurt am Main ausgestellt)
- 1986: Mahlzeit (Serie)
- 1982–90: Im Wald (Serie)
- 1987/88: gegenseitig, Eine Polaroidserie (in Köln und auf Teneriffa entstandene Polaroidfoto-Serie; 1990 als Buch im Philomene Magers und Balloni Verlag erschienen)
- 1994/95: Transzendentaler Konstruktivismus (Serie)
- 2003: Das Glück ist ohne Pardon / Joy knows no mercy (Ostfildern-Ruit / New York; Buch)

## Öffentliche Sammlung (Auswahl)
- DZ BANK Kunstsammlung, Frankfurt am Main
- Hamburger Bahnhof, Museum für Gegenwart, Berlin
- MoMA Bernhard Blume

- Demonstrative Identification with the universe. 1971.
- Kitchen Frenzy. 1986.
- Opposites D (1989)

- Museum für Moderne Kunst (MMK), Frankfurt am Main

## Ausstellungen (Auswahl)
- 1977: documenta 6, Kassel (Bernhard J. Blume)
- 1984: Von hier aus – Zwei Monate neue deutsche Kunst in Düsseldorf
- 1988: Shakespeare-Haus in Köln, Installation „Wahnzimmer“, Bernhard Johannes Blume und Martin Eckrich
- 1988: DuMonthalle Köln, Made in Cologne
- 1989: Museum of Modern Art, New York, USA
- 1991: Museum für Moderne Kunst, Frankfurt
- 1992: Deichtorhallen Hamburg, „Anna und Bernhard Blume - Zu Hause und im Wald“
- 1993: Landesmuseum Münster
- 1995: Kunsthalle Bremen
- 1996: Milwaukee Art Museum, USA
- 1997: Kestnergesellschaft Hannover
- 1997/1998: Centre National de la Photographie, Paris, Frankreich
- 2000: Museum Küppersmühle, Duisburg
- 2002: Museum Folkwang Essen
- 2003: Kunsthalle Göppingen
- 2005: Museum Ludwig, Köln: „Kreuzweg“, Sequenz aus „Transzendentaler Konstruktivismus“
- 2005: Galerie nationale du Jeu de Paume
- 2006: Museum Ostwall, Dortmund: „de-konstruktiv“ (Retrospektive)
- 2007: Haus Konstruktiv, Zürich: „de-konstruktiv“
- 2008: Hamburger Bahnhof – Museum für Gegenwart, Berlin: „Reine Vernunft“[8]
- 2010: Kunstmuseum Bonn, mehrere Arbeiten in „Der Westen leuchtet“[9]
- 2011: Galerie Buchmann, Berlin: „Akionsmetaphern“[10]
- 2015: Kolumba, Köln: Transzendentaler Konstruktivismus
- 2015: Centre Pompidou, Paris: La photographie transcendantale
- 2020: Kunstforum der TU Darmstadt, Darmstadt: „TRAUTES HEIM“[11]
- 2024: Kunsthalle Krems, Krems: „Komplizenschaft“ (Retrospektive)[12]

## Auszeichnungen
- 1990: Konrad-von-Soest-Preis des Landschaftsverbandes Westfalen-Lippe
- 1996: Edwin-Scharff-Preis
- 2000: Kunstpreis Berlin